# Metal Hammer
Metal Hammer – brytyjskie pismo zajmujące się muzyką heavymetalową, powstało w 1983 roku z inicjatywy Wilfrieda F. Rimensbergera i Jürgena Wigginghausa. Obok Kerrang! i Terrorizer należy do najbardziej opiniotwórczych brytyjskich pism.

## Charakterystyka
Anglojęzyczna wersja pisma ukazywała się w latach 80. i po przerwie – od połowy lat 90. i koncentrowała się na głównym nurcie rocka i heavy metalu. Od 2010 roku wydawcą czasopisma była spółka TeamRock. W latach poprzednich właścicielem gazety była firma Future plc.
Od 2003 roku magazyn przyznaje nagrody Metal Hammer Golden Gods Awards.
W grudniu 2016 roku publikacja czasopisma została zawieszona w związku z problemami finansowymi jego wydawcy TeamRock. W styczniu 2017 roku miesięcznik nabyła (razem z siostrzanymi tytułami Classic Rock i Prog) firma Future plc. Wydawca przejął także prawa do organizacji ceremonii Metal Hammer Golden Gods Awards oraz domenę internetową.
Poza edycją polskojęzyczną na rynku międzynarodowym Metal Hammer ukazuje się od 1984 roku w Niemczech. Czasopismo było wydawane ponadto w Izraelu, Japonii, Serbii, Hiszpanii, Holandii, Włoszech, Francji i Węgrzech.

## Wydanie polskojęzyczne
Edycja polskojęzyczna dostępna jest od 1990 roku. Redaktorem pisma był Tomasz Dziubiński, menedżer wielu polskich zespołów metalowych (np. Acid Drinkers) i krytyk muzyczny Roman Rogowiecki. Przez pierwszy rok pismo zamieszczało wyłącznie przedruki z niemieckiej edycji, a następnie materiały promocyjne Metal Mind Productions, m.in. zmyślony wywiad z Acid Drinkers.
Na rok 2023 stałymi współpracownikami magazynu są m.in. Artur Chachlowski, Michał Chalota, Mike Czaplicki, Wojciech Kałuża, Karolina Karbownik, Anna Laviour, Katarzyna Bujas, Bartek Kuczak, Agnieszka Kulpińska, Arek Lerch, Wojciech Lis, Maciej Krzywiński, Kara Rokita, Dawid Kaszuba i Piotr Stypka, zaś rolę redaktora naczelnego pełni Darek Świtała.